# Aracnomorfs
Els aracnomorfs (Arachnomorpha, gr. "forma d'aranya") són una subdivisió del clade dels artròpodes, que conté el grup monofilètic format pels trilobits, Megacheira i famílies semblants als trilobits (Helmetiidae, Xandarellidae, Naraoiidae, Liwiidae i Tegopeltidae), i un divers clade germà que inclou els quelicerats. Hi ha un gran debat sobre la posició dels picnogònids, que actualment es creu que podrien estar més allunyats dels euquelicerats que altres artròpodes fòssils
Els aracnomorfs són considerats el grup germà dels mandibulats, que inclou miriàpodes, crustacis i insectes.
No hi ha consens en assignar als aracnomorfs una categoria linneana formal. Podria ser un subfílum o una superclasse i llavors els seus subgrups queliceromorfs i trilobits serien diversos infratàxons i els quelicerats sensu stricto serien una classe.
La proposta de considerar Olenellinae un grup germà dels quelicerats ha estat refutat.
Alguns sinònims són Arachnata (Paulus, 1979) i Palaeopoda (Packard 1903).

## Classificació dels aracnomorfs
- - ???Pycnogonida Latreille, 1806 (incl. Pantopoda Gerstaecker 1863)

Arachnomorpha Lameere 1890 [= Arachnata Paulus, 1979, = Palaeopoda Packard 1903]
- Trilobita Walch 1771
- Strabopida Hou & Bergström, 1997
- Aglaspida Walcott, 1911
- Cheloniellida Broili, 1932
- Chelicerata Heymons 1901 [= Euchelicerata Weygoldt & Paulus, 1979]
  - Classe Xiphosura Latreille, 1802
  - Classe Chasmataspida Caster & Brooks, 1956
  - Classe Eurypterida Burmeister, 1843
  - Classe Arachnida Lamarck, 1801